# Cortina (arquitetura militar)

Cortinas - assinaladas a laranja - no esquema de uma fortificação abaluartada.

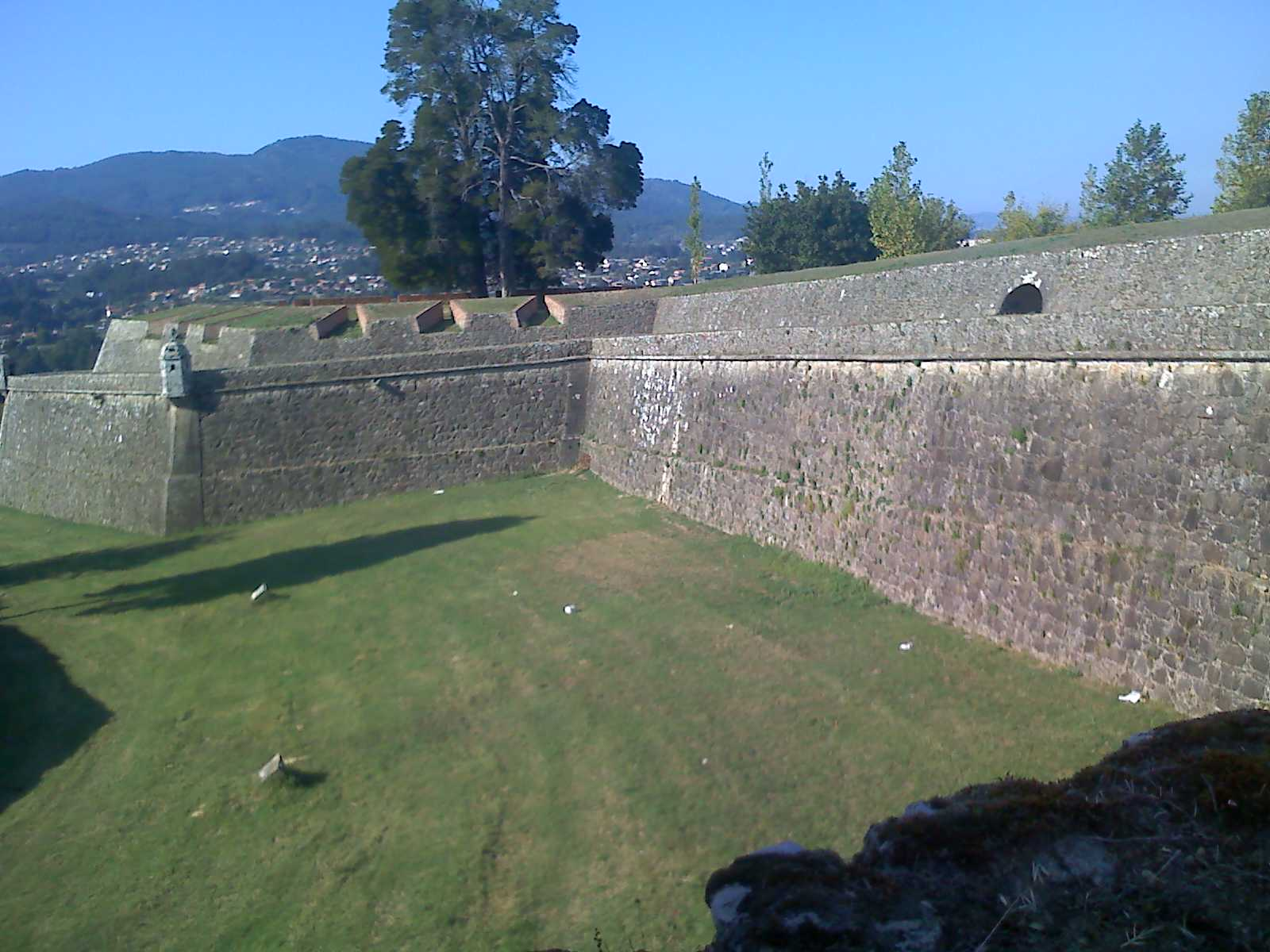
Cortina da Praça-forte de Valença, Portugal.

Em arquitetura militar, a cortina é um troço do reparo situado entre dois baluartes nas fortificações abaluartadas, que apareceram no século XVI.
Ocasionalmente, também se usa o termo "cortina" como sinónimo de "pano de muralha". Neste caso refere-se a um troço de muralha ligando duas torres de um castelo medieval.